# Gustavo Oscar Carrara

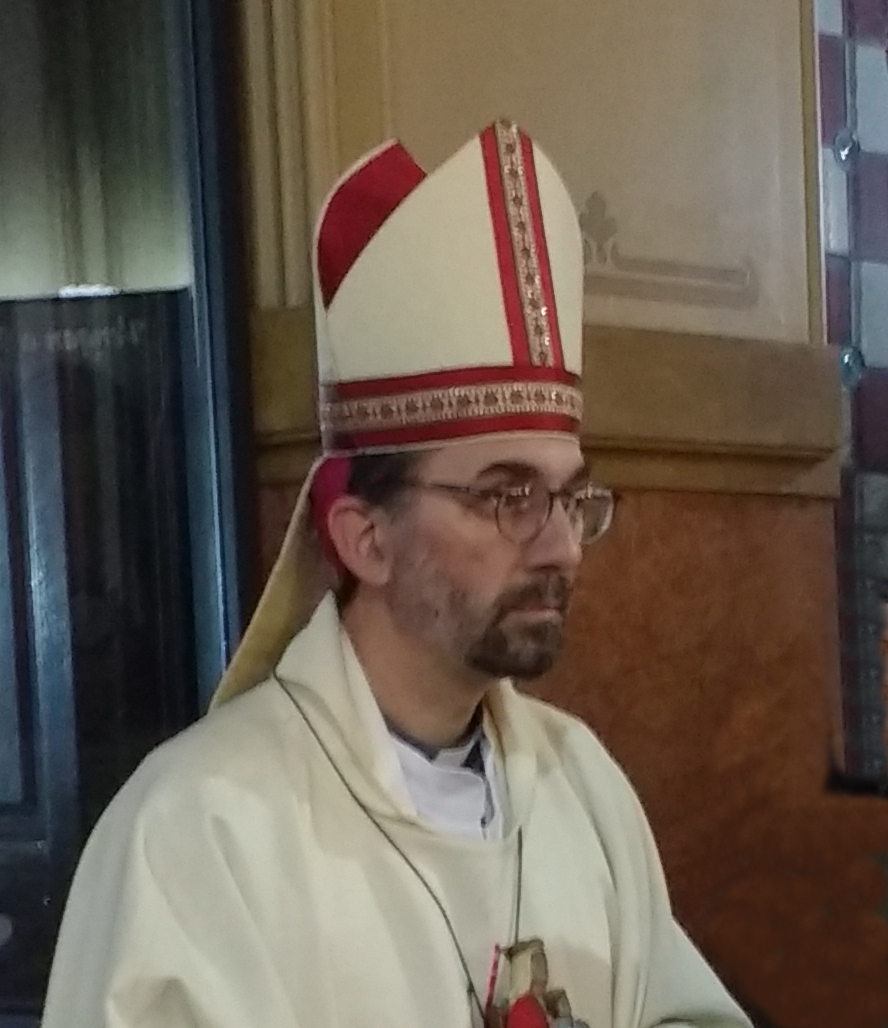
Gustavo Oscar Carrara

Gustavo Oscar Carrara (* 24. Mai 1973 in Buenos Aires, Argentinien) ist ein argentinischer Geistlicher und ernannter römisch-katholischer Erzbischof von La Plata.

## Leben
Gustavo Oscar Carrara empfing am 24. Oktober 1998 durch Erzbischof Jorge Mario Bergoglio SJ, den späteren Papst Franziskus, das Sakrament der Priesterweihe für das Erzbistum Buenos Aires. Er wurde 2002 Verantwortlicher der diözesanen Kommission für Jugendpastoral. Von 2011 bis 2014 war er Dekan des Priesterrats im Erzbistum Buenos Aires. Zuletzt war Carrara Bischofsvikar für die Marginalsiedlungen in Buenos Aires.
Am 20. November 2017 ernannte ihn Papst Franziskus zum Titularbischof von Thasbalta und zum Weihbischof in Buenos Aires. Der Erzbischof von Buenos Aires, Mario Aurelio Kardinal Poli, spendete ihm am 16. Dezember desselben Jahres die Bischofsweihe. Mitkonsekratoren waren der Bischof von San Isidro, Óscar Vicente Ojea Quintana, der Rektor der Päpstlichen Katholischen Universität von Argentinien, Erzbischof Víctor Manuel Fernández, sowie die Weihbischöfe Joaquín Mariano Sucunza und Ernesto Giobando SJ aus Buenos Aires.
Am 21. November 2024 ernannte ihn Papst Franziskus zum Erzbischof von La Plata. Die Amtseinführung ist für den 28. Dezember desselben Jahres vorgesehen.